# Mathias Brems
Mathias Brems Jensen (født 13. marts 2002) er en dansk professionel fodboldspiller, der spiller som forsvarsspiller for FC Helsingør.

## Karriere

### OB
Brems blev født i Brenderup og startede sin karriere i Brenderup IF, og spillede senere for Middelfart, inden han kom til OB. I marts 2019, kort efter sin 17 års fødselsdag, skrev Brems under på en to-årig ungdomskontrakt med OB. 
Efter at have hjulpet U19-holdet med at vinde den danske U19-liga, fik Brems sin professionelle debut for OB i en Superligakamp den 4. juli 2020 mod SønderjyskE. Brems startede på bænken, inden han erstattede Oliver Lund i det 58. minut. Brems blev også indskiftet i den efterfølgende kamp mod Silkeborg IF.
I december 2020 skrev Brems under på sin første professionelle kontrakt, der galte fra 1. juli 2021 til to år efter, hvilket også sikrede ham en plads i førsteholdstruppen fra sommeren 2021. I sæsonen 2019-20 spillede Brems kun en kamp for OB's førstehold, som var i DBU Pokalen. I den efterfølgende sæson spillede Brems kun 110 minutter fordelt over tre kampe for OB's førstehold.
I juni 2022 var han til prøvetræning med AC Horsens. Det resulterede dog ikke i et skifte for unge Brems, som derfor vendte tilbage til Horsens, hvor han havde kontrakt indtil 2023. 

### FC Helsingør
Efter en prøvetræning i Horsens i juni 2022 prøvede Brems lykken igen, denne gang med en prøvetræning i 1. divisionsklubben FC Helsingør et par dage senere. Den 5. juli 2022 bekræftede klubben, at de havde købt Brems permanent. 
I januar 2024 forlængede Brems sin kontrakt indtil juni 2026.